# Tewkesbury (circonscription britannique)
Circonscription parlementaire de la Chambre des communes
La circonscription de Tewkesbury  est une circonscription située dans le Gloucestershire et représentée à la Chambre des communes du Parlement britannique.

## Géographie
La circonscription comprend :
- La ville de Tewkesbury

## Députés
Les Members of Parliament (MPs) de la circonscription sont :
La circonscription fut créée en 1610 et notamment eu pour député Dudley Digges (1610-11628), Anthony Ashley-Cooper (1640 et 1654), Thomas Gage (1721-1754), Henry Capell (1660-1685 et 1690-1692), Francis Winnington (1692-1698), John Martin (1805-1880), Charles Hanbury-Tracy (1832-1837), Frederick Lygon (1857-1864) et Edmund Lechmere (1866-1868).
1868-1918
| Législature            | Années    | Député                        | Député              | Parti        |
| ---------------------- | --------- | ----------------------------- | ------------------- | ------------ |
| Tewkesbury             |           |                               |                     |              |
| 20e                    | 1868–1874 |                               | William Edwin Price | Libéral      |
| 21e                    | 1874–1880 |                               | William Edwin Price | Libéral      |
| 22e                    | 1880–1880 |                               | William Edwin Price | Libéral      |
| 22e                    | 1880-1885 | Richard Martin                |                     | Libéral      |
| 23e                    | 1885–1886 |                               | John Yorke          | Conservateur |
| 24e                    | 1886–1892 | John Dorington                |                     | Conservateur |
| 25e                    | 1892–1895 | John Dorington                |                     | Conservateur |
| 26e                    | 1895–1900 | John Dorington                |                     | Conservateur |
| 27e                    | 1900–1906 | John Dorington                |                     | Conservateur |
| 28e                    | 1906–1910 | Michael Hicks-Beach           |                     | Conservateur |
| 29e                    | 1910–1910 | Michael Hicks-Beach           |                     | Conservateur |
| 30e                    | 1910–1916 | Michael Hicks-Beach           |                     | Conservateur |
| 30e                    | 1916-1918 | William Frederick Hicks-Beach |                     | Conservateur |
| Circonscription abolie |           |                               |                     |              |

Depuis 1997
| Législature                                                                        | Années       | Député | Député             | Parti        |
| ---------------------------------------------------------------------------------- | ------------ | ------ | ------------------ | ------------ |
| Tewkesbury issue de Cirencester and Tewkesbury, West Gloucestershire et Cheltenham |              |        |                    |              |
| 52e                                                                                | 1997–2001    |        | Laurence Robertson | Conservateur |
| 53e                                                                                | 2001–2005    |        | Laurence Robertson | Conservateur |
| 54e                                                                                | 2005–2010    |        | Laurence Robertson | Conservateur |
| 55e                                                                                | 2010–2015    |        | Laurence Robertson | Conservateur |
| 56e                                                                                | 2015–2017    |        | Laurence Robertson | Conservateur |
| 57e                                                                                | 2017–2019    |        | Laurence Robertson | Conservateur |
| 58e                                                                                | 2019–Présent |        | Laurence Robertson | Conservateur |

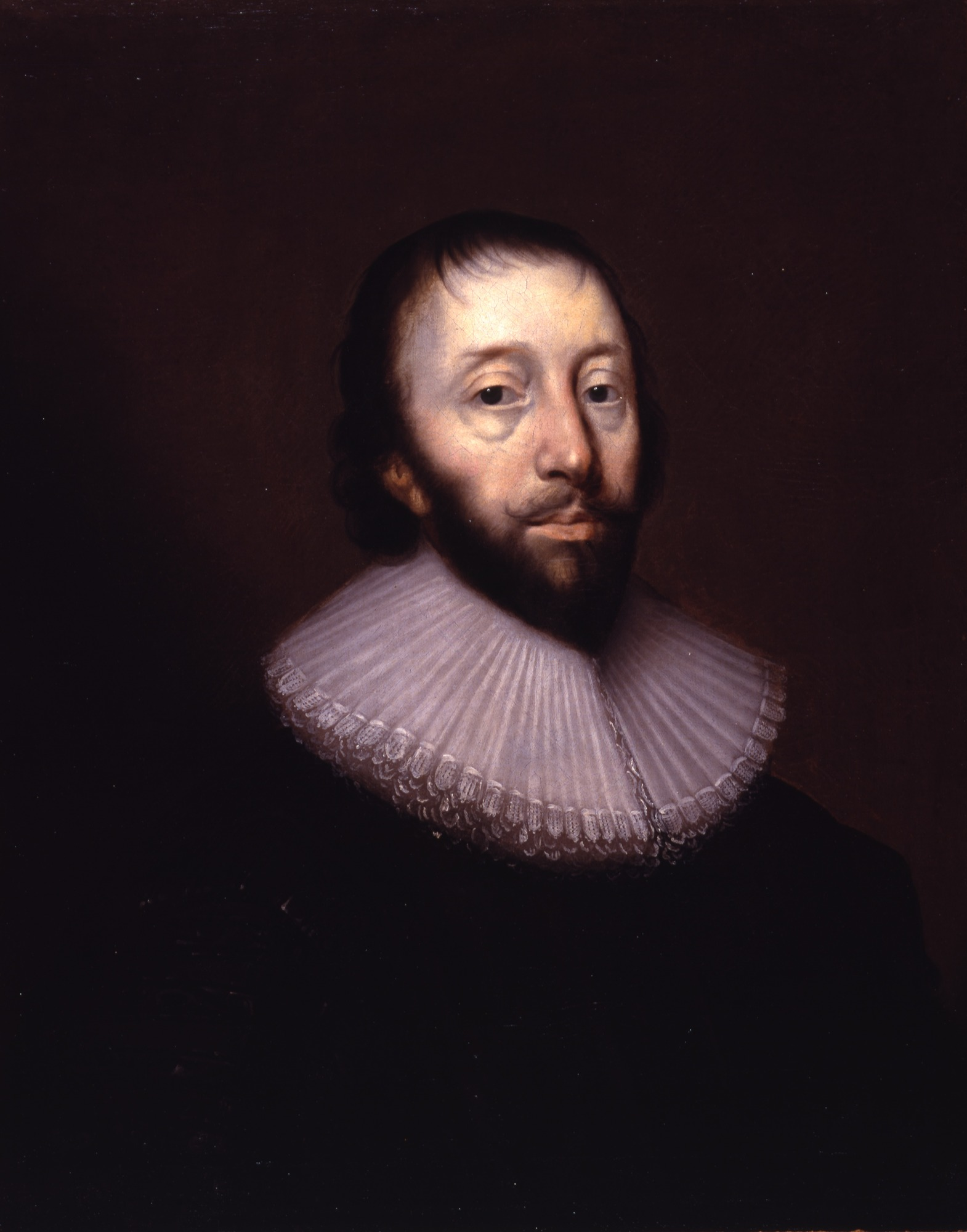
Dudley Digges (1604-1626)
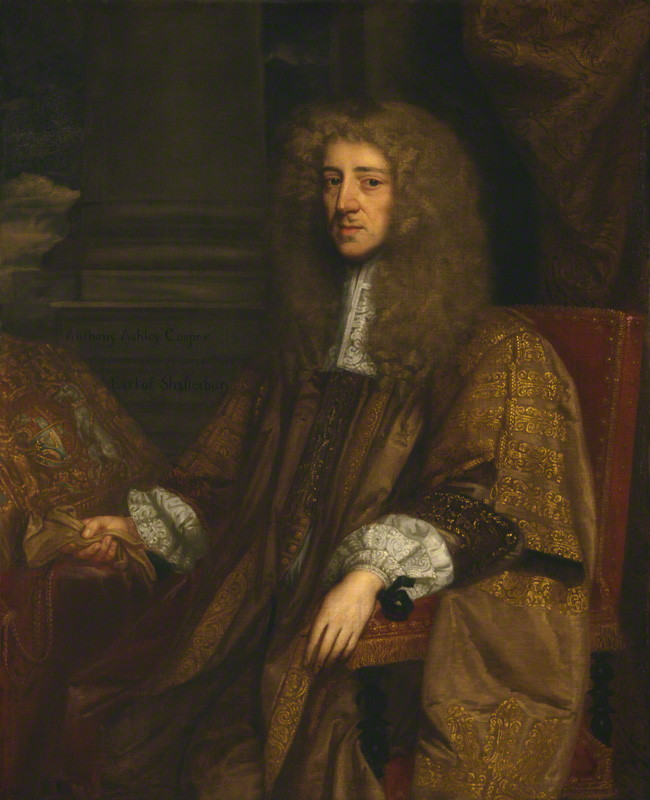
Anthony Ashley-Cooper (avr. 1640-nov. 1640 et 1654)
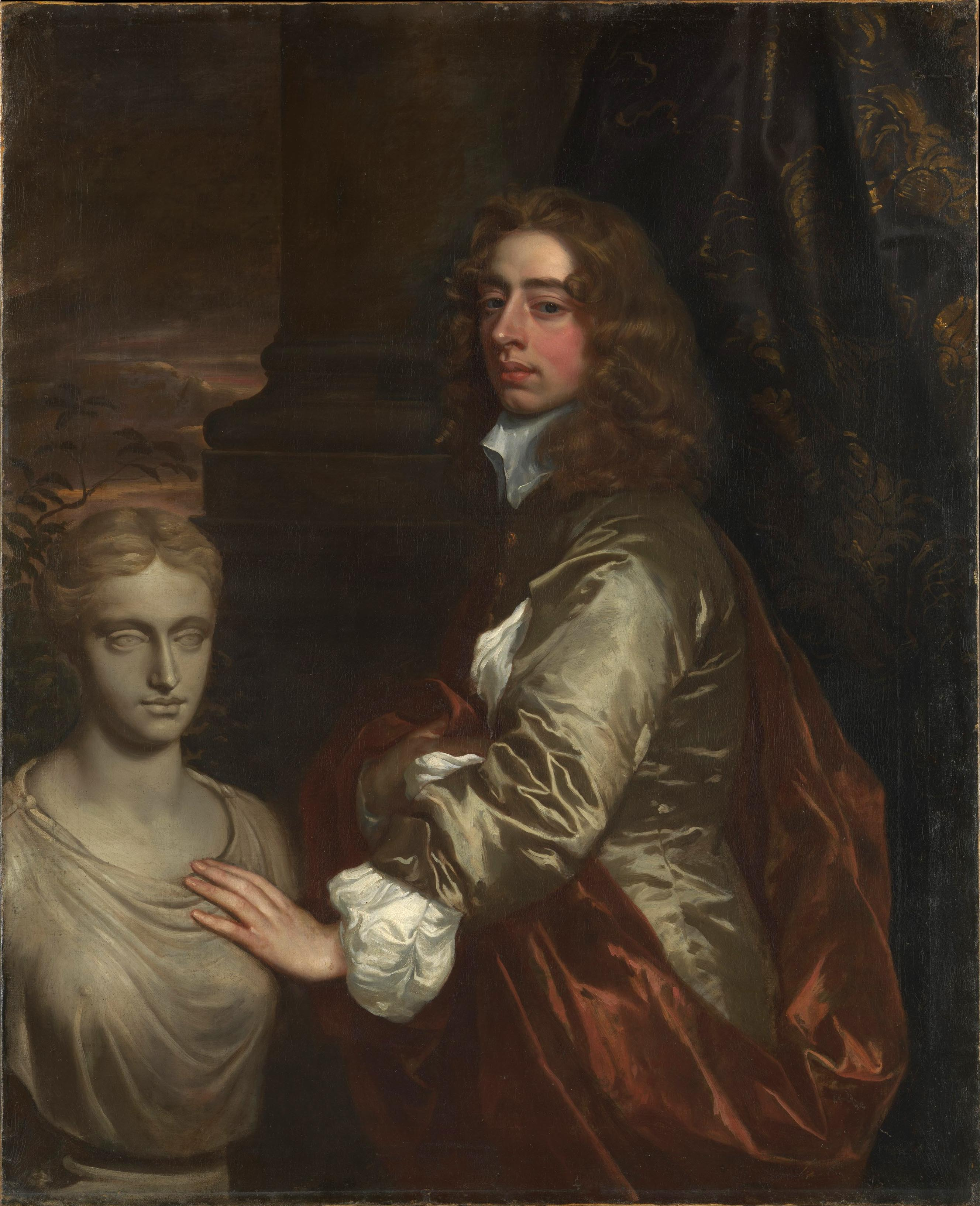
Henry Capell (1660-1685 et 1690-1692)
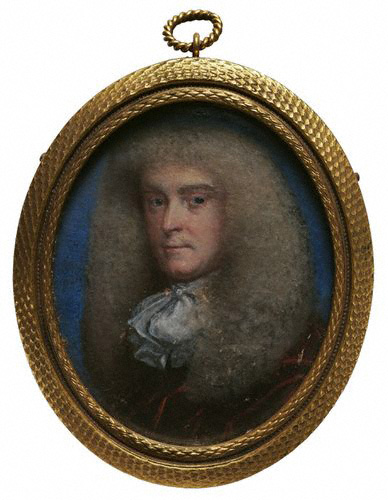
Francis Winnington (1692-1698)
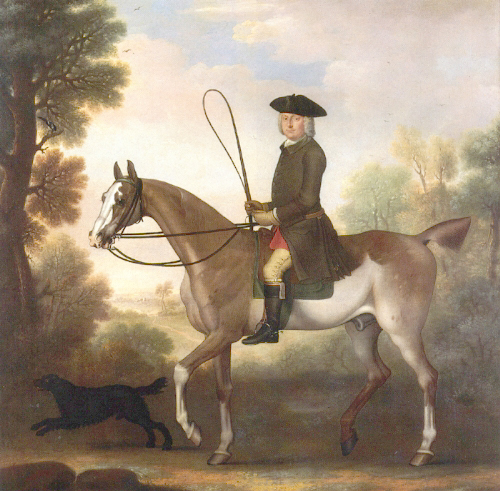
Thomas Gage (1721-1754), par James Seymour
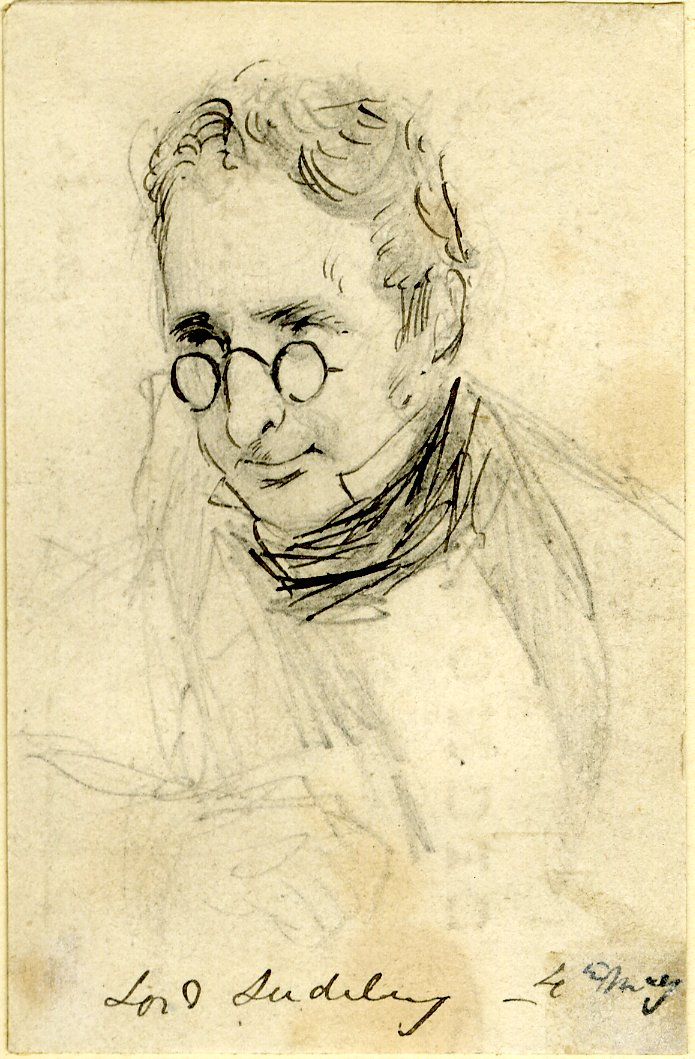
Charles Hanbury-Tracy (1832-1837), par Daniel Macdonald
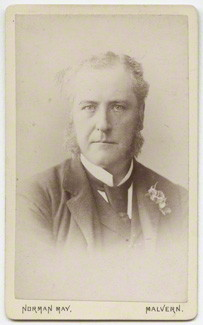
Frederick Lygon (1857-1864)
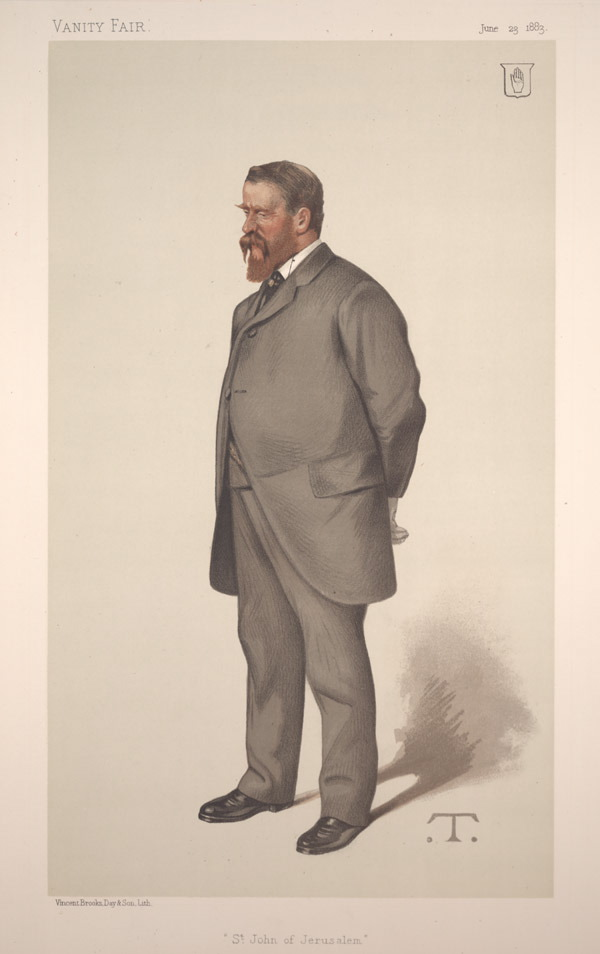
Edmund Lechmere (1866-1868), par T dans le Vanity Fair
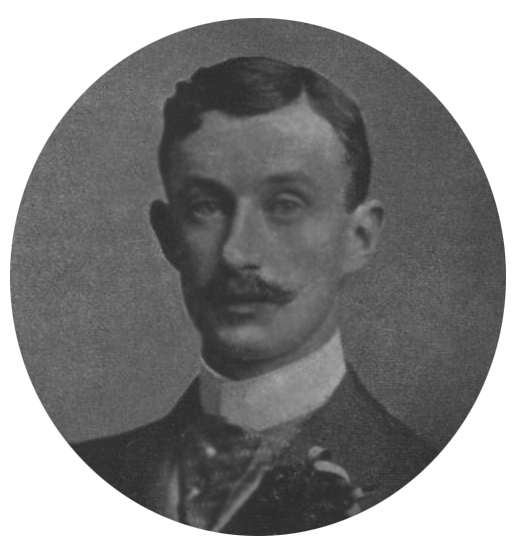
Michael Hicks-Beach (1906-1916)